# Ievgeniia Kazbekova
Ievgeniia Kazbekova (née en 1996) est une grimpeuse ukrainienne.

## Biographie
Ses parents, Natalia Perlova (es) et Serik Kazbekov (es), sont tous deux grimpeurs de niveau international. Elle commence à grimper très jeune, et atteint le niveau 8a à l’âge de 11 ans (Vremja Ch), puis le 8a+/8b à 12 ans (New Kenigsberg).
Dans les compétitions jeunes, elle remporte les championnats du monde de difficulté dans sa catégorie en 2010, et termine deuxième l’année suivante. À partir de ses 16 ans, elle est championne d’Ukraine de difficulté.
Kazbekova concourt sur le circuit international durant toute la saison 2019, et se blesse au genou durant le tournoi qualificatif olympique de Toulouse,.
À partir de 2019, elle déménage en Allemagne pour se consacrer à son entraînement, où elle est rejointe par une partie de sa famille en 2020 après le début de la guerre en Ukraine.
En 2022, elle remporte la compétition de bloc Sharma Series.
En 2024, elle participe aux Jeux olympiques d'été de 2024. Elle se classe à la 15ème position lors de l'épreuve de qualifications au combiné féminin d'escalade.